# Airco DH.6
L'Airco DH.6 fu un aereo da addestramento britannico utilizzato dal Royal Flying Corps durante la prima guerra mondiale. Conosciuto con diversi soprannomi, incluso "Skyhoock", divenne molto utilizzato per scopi civili subito dopo la guerra.

## Storia

### Sviluppo
Il DH.6 fu concepito espressamente come addestratore militare in un momento storico in cui, ad essere assegnati a questo ruolo, erano generalmente velivoli obsoleti. Sembra che Geoffrey de Havilland avesse due idee diverse per la realizzazione di tale aereo: la prima era che il mezzo dovesse essere poco costoso e facile da costruire ma soprattutto, visto il suo incarico, facile da riparare. Pertanto l'ala superiore e quella inferiore avrebbero avuto una forma molto "quadrata", intercambiabili e con una forte campanatura. Anche il timone, che normalmente nei progetti di de Havilland possedeva un profilo arrotondato, fu concepito in maniera piuttosto squadrata. La fusoliera era una semplice struttura lineare senza nessun tentativo di raffinamento finale e istruttore e allievo sedevano su due sedili posti in un'unica spartana cabina di pilotaggio. Come motore standard venne scelto il RAF 1a per via della sua grande disponibilità e per un suo utilizzo nel B.E.2, che lo rendeva molto famigliare ai meccanici dei RFC. Per bloccare il propulsore nella fusoliera si utilizzò il metodo più semplice, senza nessuna capotta, mentre il tubo di scarico era cortissimo e rivolto verso l'alto. Eventualmente le scorte del RAF 1a non fossero state sufficienti si sarebbero potuti montare altri motori come il Curtiss OX-5 o un Renault da 80 hp.
Il secondo criterio di progettazione fu che il nuovo addestratore possedesse elevati standard di sicurezza, sia per l'alunno che per il suo istruttore. Un modo per affrontare il problema era quello di dotare il velivolo di comandi doppi, in modo che l'istruttore poteva sempre prendere il controllo dell'aereo senza combattere con l'alunno, magari in preda al panico. Altro modo per aumentare la sicurezza del mezzo era quello di utilizzare nuove tecnologie per il controllo del velivolo che non erano mai state implementate in un addestratore. Infatti il lavoro svolto da de Havilland alla Royal Aircraft Factory era mirato ad aumentare il controllo e la stabilità dei velivoli e questa esperienza si rivelò importante della realizzazione del DH.6.
In effetti il DH.6 fu un aereo dal volo molto "gentile", facilissimo da pilotare ed impossibile da mandare in stallo o in avvitamento, era perfettamente pilotabile anche alla più bassa velocità che poteva raggiungere e cioè 48 km/h (30 mph).
In realtà il DH.6 fu spesso considerato troppo sicuro per poter addestrare buoni piloti; queste considerazioni si basavano sul fatto che il velivolo reagiva dolcemente anche alle manovre sconsiderate di inesperti allievi, pertanto si decise di inserire da progetto una relativa instabilità sui tre assi.
Data la bassa potenza del motore, il suo peso e la costruzione senza razionalizzazione la velocità massima del DH.6 fu molto bassa, anche per gli standard del tempo.

#### Produzione durante la guerra
Durante il periodo bellico vennero realizzati in Inghilterra più di 2.282 esemplari di DH.6 su un totale di 3.000 ordini. La costruzione dei velivoli fu affidata, oltre all'Airco, anche a Grahame-White, Kingsbury, Harland and Wolff, Morgan, Savages, Ransomes, Sims & Jefferies, e Gloucestershire. Un solo DH.6 fu realizzato nel luglio 1917 dalla Canadian Aeroplanes Ltd. come prototipo per trovare un sostituto al Curtiss JN-4 nel caso non fosse disponibile nelle quantità desiderate; questo mezzo fu il primo aereo di progettazione britannica costruito in Canada. Siccome non si riscontrarono scarsità di Curtiss JN-4, non si realizzarono altri esemplari.

### Impiego operativo

#### Periodo bellico
Gli allievi piloti dei RFC iniziarono a ricevere i primi DH.6 nel 1917. Il maggiore Robert R. Smith-Barry istituì la "School of Special Flying" a Gosport in Hampshire con l'obiettivo di addestrare istruttori di volo professionisti anziché affidare questo incarico a piloti operativi in guerra che rientravano in patria per riposo. Come addestratore principale fu adottato l'Avro 504K, mentre il DH.6 fu utilizzato come addestratore di "riserva".
Alla fine del 1917, circa 300 DH.6 furono assegnati al Royal Naval Air Service con compiti di pattugliamento antisommergibile. Mentre il velivolo era lungi da essere ideale per questo compito, si dimostrò invece perfettamente capace di rimanere a galla dopo un ammaraggio, anche per 10 ore di fila. Durante queste operazioni, l'aereo doveva essere pilotato in solitaria, altrimenti il poco potente motore non era in grado di trasportare anche l'unica bomba montata. L'instabilità sui tre assi insita nel progetto, studiata per tenere sempre alta l'attenzione degli allievi, rendeva faticoso pilotare il mezzo e pertanto, nella metà del 1918, furono apportate delle migliorie alla stabilità dell'aereo, nello specifico si migliorò il profilo alare e si ritoccò il timone di coda. I mezzi modificati furono ribattezzati ufficialmente "DH.6AS".
Alla fine della guerra, più di 1 000 esemplari di DH.6 erano in servizio, con ruoli di secondo piano, nella RAF.

##### Soprannomi
Diversi velivoli dei Royal Flying Corps/RAF ricevettero soprannomi in quel periodo, ma il DH.6 detenne il record per il numero e la varietà di irrispettosi epiteti. "Skyhook" (gancio da soffitto) era il termine preferito dagli aviatori australiani, per via della sua lentezza o per la forma degli scarichi. Altri soprannomi furono "crab" (Granchio), "clockwork mouse" (Topo meccanico), "flying coffin" (Bara volante) e "dung hunter" (Cacciatore di sterco), questi ultimi due per via della forma dell'abitacolo, che ricordava una bara o una toilette.

#### Impiego post-bellico e civile
Nella RAF del dopoguerra non c'era posto per i DH.6 e i velivoli ancora attivi divennero subito superflui. Nel 1919 molti esemplari vennero venduti a privati. Altri vennero esportati specialmente verso il Sudafrica e l'Australia dove rimasero in servizio fino alla fine degli anni trenta.
Circa sessanta esemplari vennero costruiti sotto licenza in Spagna dal 1921, furono equipaggiati con motori Hispano-Suiza 8 ed avevano fusoliera più "raffinata", timoni arrotondati e abitacoli separati.

## Versioni
DH.6
Addestratore biposto.
DH.6A
Versione con stabilità migliorata per fini di pattugliamento.

## Utilizzatori
Australia
- Royal Australian Air Force

 Spagna
- Ejército del Aire

 Regno Unito
- Royal Flying Corps
- Royal Air Force
- Royal Naval Air Service

 Sudafrica
- South African Air Force